# La Fille au chapeau rouge
 (avril 2013).
 (juin 2023).
Si vous êtes l’auteur de ce texte, vous êtes invité à donner votre avis ici. À moins qu’il soit démontré que l’auteur de la page autorise la reproduction et que ce contenu soit compatible avec les principes fondateurs de Wikipédia, cette page sera supprimée ou purgée au bout d’une semaine maximum. En attendant le retrait de cet avertissement, veuillez ne pas réutiliser ce texte.
La Fille au chapeau rouge est une œuvre peinte vers 1665-1667 par le peintre Johannes Vermeer.

## L’œuvre
C'est une œuvre également connue sous le titre de « Dame au chapeau rouge » dans les années cinquante. 
« Excellent état de conservation, que Grundy attribue au relatif oubli dans lequel elle était tombée jusqu’en 1925 : elle a ainsi échappé aux restaurations et aux nettoyages. Même si tous les experts ne la considèrent pas comme un pendant de la Jeune Fille à la flûte, ils sont unanimes à la croire d’exécution contemporaine. Les diverses hypothèses chronologiques, rapportées dans la notice de la Jeune Fille à la flûte, sont donc valables ici. 
Le tableau était apparu dans une vente publique à Paris en 1822, mais acheté l’année suivante par le baron Athalin, de Colmar, il ne quitta pas cette ville jusqu’en 1925. Hofstede de Groot le croyait perdu. Il fut « redécouvert » par la critique en 1925, lorsqu’il fut exposé en vente publique à Londres. Ce fut Andrew Mellon* qui l’acheta et le légua, à sa mort, à l’État américain. La toile est signée. Swillens seul affirme qu’elle n’est pas de Vermeer. Le catalogue de la vente de 1822, à Paris, l’intitulait (à tort semble-t-il) Portrait d’un Jeune Homme.
Texte de Marcel Proust, documentation de Julien Segnaire. « Vermeer de Delft » édité par la Galerie de la Pléiade, sous la direction d’André Malraux (1952-1953).